# Usina Termoelétrica Porto de Sergipe I
A Usina Termoelétrica Porto de Sergipe I é a maior usina termoelétrica a gás natural do Brasil e da América Latina, fica localizado próximo ao Terminal Marítimo Inácio Barbosa e ao já existente Parque eólico Barra dos Coqueiros em Barra dos Coqueiros, município da Grande Aracaju, no Estado de Sergipe. 

## Histórico
A CELSE foi vitoriosa no Leilão de Energia Nova A-5 em abril de 2015, sendo a responsável pela construção da Usina Termoelétrica Porto de Sergipe I.
Foram realizados investimentos de aproximadamente R$ 6 bilhões no projeto. O início das obras se deu em agosto de 2016.
Além da usina, foi construída uma Linha de Transmissão, que leva energia até a rede de transmissão nacional; e Instalações Offshore, que contemplam uma unidade de armazenamento e regaseificação do Gás Natural Liquefeito (GNL) e transporte até a usina. 
A usina foi inaugurada em 17 de agosto de 2020.
Em outubro de 2022,  a Eneva realizou a compra da Centrais Elétricas de Sergipe Participações S.A (CELSEPAR). A empresa adquiriu 100% das participações acionárias da Usina de Porto de Sergipe por R$ 6,7 bilhões em acordo negociado junto à New Fortress Energy (NFE) e à Ebrasil Energia Ltda.

## Capacidade energética
Tem potência instalada de 1,5 GW, podendo atender 16 milhões de pessoas, o que equivale a 15% da demanda de energia da Região Nordeste do Brasil.
A linha de transmissão da usina tem 33 km de extensão e é responsável por levar energia até a subestação de Jardim, em Nossa Senhora do Socorro (SE), onde se conecta ao SIN (Sistema Interligado Nacional).

## Instalações Marítimas
Localizada em mar aberto, a 6,5 km da costa, a instalação marítima é composta do navio Golar Nanook (uma Unidade Flutuante de Armazenamento e Regaseificação de Gás Natural - FSRU).
O FSRU possui uma capacidade de estocagem de 170 mil m³ de gás e pode regaseificar até 21 milhões de m³ por dia.
O gás que abastece a FSRU chega por navios metaneiros (navios tanques que transportam o gás natural). Na unidade de armazenamento e regaseificação, o gás é regaseificado e transportado até a UTE por um gasoduto para geração de energia.